# Markhamia lutea
La Markhamia lutea, nota anche come tulipano del Nilo, tromba del Nilo o albero siala, è una pianta della famiglia delle Bignoniaceae, originaria dell'Africa orientale e coltivata per i suoi grandi fiori giallo brillante.
Originaria dell'Africa, è stata chiamata Markhamia in onore di Clements Markham (1830-1916).
È un piccolo albero sempreverde che cresce fino a superare i 10 m, e raggiunte i 5 m di altezza al di fuori delle zone native. Le foglie, di 20-30 cm di lunghezza, sono normalmente disposte a gruppi alle estremità dei rami.
I fiori sono a forma di tromba, di colore giallo con macchie rosso/arancio al centro, disposti in grappoli terminali.